# Bullyang jubu
Bullyang jubu (불량주부?), noto anche con il titolo internazionale Bad Housewife, è un drama coreano del 2005.
L'opera è il primo "episodio" della serie tematica Bullyang, seguita da Bullyang gajok (2006) e Bullyang couple (2007).

## Trama
Choi Mi-na è sposata con Koo Soo-han e ha avuto con il marito una figlia, la piccola Song-yi. La donna si dedica completamente al lavoro, mentre Soo-han è costretto a reinventarsi "casalingo".